# Élie Lacoste
Élie Lacoste (* 18. September 1745 in Montignac (Dordogne); † 26. November 1806 ebenda) war ein französischer Arzt und französischer Revolutionär.

## Leben
Der in Montignac geborene Élie Lacoste wurde Arzt wie sein Vater. 1789 wurde der revolutionären Ideen zugeneigte Lacoste Verwalter der Dordogne. Im September 1791 erfolgte seine Wahl zum Abgeordneten des Departements Dordogne in der Gesetzgebenden Nationalversammlung und im September 1792 wurde er Abgeordneter für den Nationalkonvent (Departement Dordogne). Er wurde Verwalter der Registratur und der Staatsgüter. Im Prozess gegen den König verlangte er die Todesstrafe ohne Aufschub. 1793 wurde er Mitglied des Sicherheitsausschusses und visitierte in dessen Auftrag die Armée du Rhin. Vom 19. Juni bis 5. Juli 1794 war er Präsident des Nationalkonvents. Am 27. Juli 1794 war er aktiv beteiligt am Sturz Robespierres. Am 28. Mai 1795 wurde er wegen seiner Tätigkeit im Sicherheitsausschuss und wegen seiner angeblichen Unterstützung des Prairialaufstands inhaftiert. Im Oktober 1795 erfolgte seine Freilassung aufgrund der Amnestie vom Brumaire IV. Er zog sich aus der Politik zurück und wurde wieder Arzt in Montignac. Am 26. November 1806 starb er in Montignac.